# چارلز استارک دراپر
چارلز استارک دراپر (به انگلیسی: Charles Stark Drape) (زاده ۲ اکتبر، ۱۹۰۱، درگذشته ۲۵ ژوئیه، ۱۹۸۷ )، دانشمند و مهندس آمریکایی بود که او را به عنوان پدر سیستم ناوبری اینرسیایی می‌شناسند. او بنیان‌گذار و مدیر مؤسسه فناوری ماساچوست بود و جایزه چارلز استارک دراپر را به افتخار او نام‌گذاری کرده‌اند.
جایزه چارلز استارک دراپر یکی از سه جایزه نوبل مهندسی است که از سوی آکادمی ملی مهندسی ایالات متحده به کسانی که در پیشرفت مهندسی و آموزش و پرورش عمومی نقش داشته‌اند اهدا می‌شود.